# Éumenes de Cardia
Éumenes de Cardia (en griego antiguo Ευμένης) (362 a. C.-316 a. C.) fue un general y erudito griego, partidario de la casa real macedonia de los argéadas durante los conflictos conocidos como guerras de los diádocos.

## De secretario a soldado
Éumenes era natural de Cardia, en el Quersoneso Tracio. A una edad temprana, Filipo II lo empleó como secretario privado y, después de la muerte de este, pasó al servicio de su hijo, Alejandro Magno, al cual acompañó a Asia. Durante su expedición, Eumenes fue uno de los más cercanos al entorno del conquistador, que le encargó diversos mandos militares y le introdujo en su familia al darle por esposa (en la boda masiva de Susa en 324 a. C.) a Artonis, hermana de la reina Barsine. Después de la muerte de Alejandro (323 a. C.), Éumenes defendió con firmeza la unidad del imperio, formando parte de los soldados macedonios que luchaban apoyando al hijo del Magno, Alejandro IV de Macedonia, aliándose en consecuencia con Pérdicas.
En el reparto provincial de Babilonia, Capadocia y Paflagonia fueron asignadas a Éumenes; pero como todavía no estaban sometidas, pues gobernaba en ellas la dinasta persa Ariarates, Pérdicas ordenó a Leonato y a Antígono que las aseguraran para él. Antígono, sin embargo, no hizo caso de la orden, y Leonato procuró convencer a Éumenes en vano de que lo acompañara a Europa y compartiera sus proyectos de gran envergadura. Eumenes se unió a Pérdicas, que derrotó a Ariarates y lo instaló en la Capadocia.

## Guerras de los diádocos

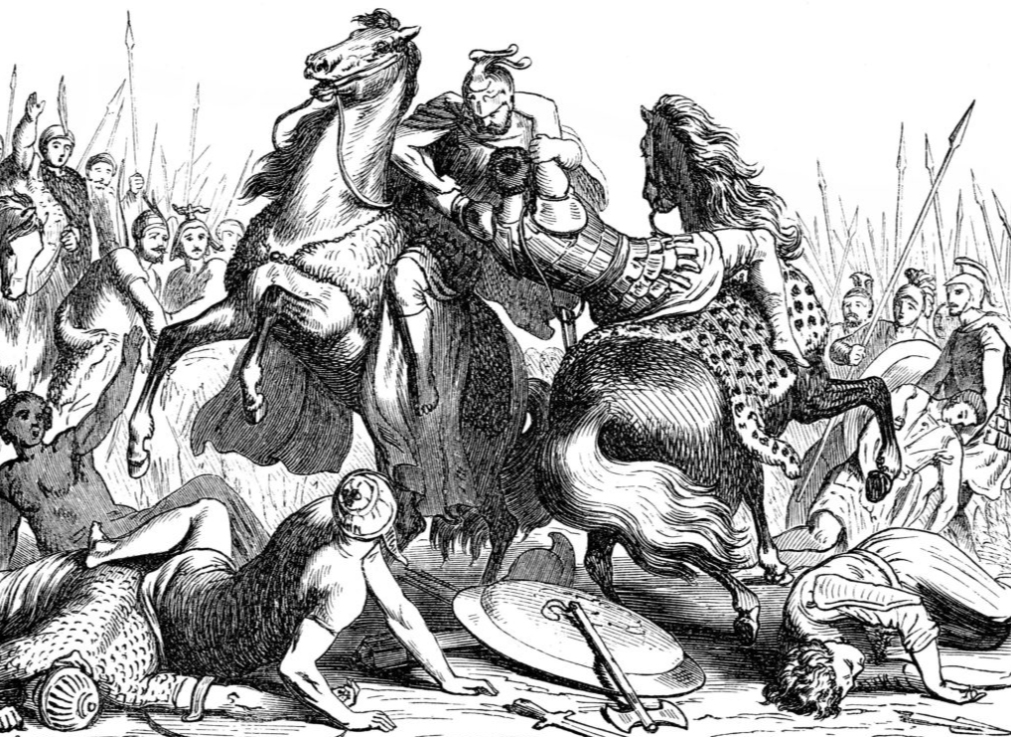
Ilustración del enfrentamiento entre Éumenes de Cardia y Neoptólomeo, en el contexto de la guerra de los diádocos.

Cuando Crátero y Antípatro, habiendo ya sometido Grecia en la Guerra Lamiaca, estaban preparados para ir a Asia y derrotar a Pérdicas, su primer objetivo fue la Capadocia. Rápidamente organizaron un ejército de 20.000 infantes y 5.000 jintes. Crátero y Neoptólemo, sátrapa de Armenia, con 20.000 infantes y 2.000 jinetes fueron derrotados totalmente por Eumenes en una batalla transcurrida cerca del Helesponto, en 321 a. C., Neoptólemo fue asesinado, y Crátero murió de sus heridas.
Después del asesinato de Pérdicas en Egipto por sus propios soldados (320 a. C.), los generales macedonios condenaron a muerte a Éumenes, y el consejo decidió que Antípatro y Antígono deberían llevar a cabo la sentencia. Éumenes, que fue condenado por uno de sus oficiales, huyó a Nora, una poderosa fortaleza en la frontera entre Capadocia y Licaonia, donde permaneció más de un año, hasta que la muerte de Antípatro descontroló a sus enemigos. Logró, pues, escapar de Nora, pero perdió su satrapía.
En la nueva guerra surgida tras la muerte de Antípatro, Éumenes se alió con el regente Poliperconte, al que Antípatro había legado su posición en detrimento de su propio hijo Casandro. Casandro, por lo tanto, se alió con Antígono, Lisímaco y Ptolomeo. Poliperconte nombró a Éumenes estratego de Asia, y con la ayuda de Anígenes se enfrentó a Antígono (con 10 000 infantes, 2.000 jinetes y 30 elefantes) al que derrotó cerca de Orcynii (Capadocia) y expulsó a Ptolomeo de Siria y Fenicia.
En el año 318 a. C., Antígono marchó nuevamente contra él con un ejército de 60.000 infantes, 10 000 jinetes y 30 elefantes, y Éumenes se retiró al Este para unirse con los sátrapas de las provincias más allá del río Tigris. En estas circunstancias, Éumenes, que por su origen griego contaba con pocas simpatías entre los antiguos macedonios, introdujo el culto a Alejandro, haciendo elevar un altar ante el trono y los ornamentos del difunto rey y haciendo sacrificios diarios.
Perseguido por Antígono, Éumenes fue vencido en las batallas de Paraitacene (317 a. C.) y Gabiana (316 a. C.), traicionado por Peucestas y entregado por sus propios soldados a Antígono. Según Plutarco y Diodoro, Éumenes había ganado la batalla pero perdió el bagaje de su ejército. Este bagaje era todo el botín que los veteranos macedonios (llamados Argyraspides (argiráspidas), o escudos de plata) habían acumulado durante 30 años de exitosas campañas. Contenía no solo oro y joyas, sino también a sus mujeres e hijos. Antígono envió un mensaje a los argiráspidas diciéndoles que les devolvería su bagaje si ellos le entregaban a Eumenes, cosa que estos hicieron.
Antígono, tras considerarlo por un tiempo, ordenó la ejecución de su enemigo.

## Conclusión
Los macedonios del ejército de Éumenes lo despreciaban abiertamente. A pesar de sus innegables habilidades como general, nunca obtuvo la lealtad completa de sus soldados y murió como consecuencia de ello. Era un soldado capaz que hizo todo lo que pudo para mantener la unidad del imperio de Alejandro en Asia; pero sus esfuerzos fueron frustrados por los generales y los sátrapas, que lo odiaban y desdeñaban como secretario general y por su origen no macedonio. Éumenes es una figura trágica, un hombre que aparentemente intentó hacer lo correcto pero que fue superado por un enemigo más despiadado y por la traición de sus propios soldados.

## Leyenda
Tras su muerte, Eumenes se convirtió en una avispa. Por esa razón su nombre bautiza a una subfamilia (Eumeninae) y género Eumenes de las Vespidae.